# Súper W 2022
El Super W 2022 fue la quinta edición del torneo profesional de rugby femenino de Australia.

## Sistema de disputa
Cada equipo disputó sus encuentros frente a cada rival en una sola ronda; los mejores tres equipos clasificaron a la postemporada para definir al campeón del torneo
Puntuación
Para ordenar a los equipos en la tabla de posiciones se los puntuará según los resultados obtenidos.
- 4 puntos por victoria.
- 2 puntos por empate.
- 0 puntos por derrota.
- 1 punto bonus por ganar haciendo 3 o más tries que el rival.
- 1 punto bonus por perder por siete o menos puntos de diferencia.

## Desarrollo

### Fase regular
| Pos. | Equipo                   | Encuentros | Encuentros | Encuentros | Encuentros | Tantos | Tantos | Tantos | PB | Puntos |
| Pos. | Equipo                   | PJ         | PG         | PE         | PP         | F      | C      | Dif    | PB | Puntos |
| ---- | ------------------------ | ---------- | ---------- | ---------- | ---------- | ------ | ------ | ------ | -- | ------ |
| 1.º  | Fijiana Drua             | 5          | 5          | 0          | 0          | 184    | 51     | +133   | 4  | 24     |
| 2.º  | New South Wales Waratahs | 5          | 4          | 0          | 1          | 185    | 70     | +115   | 4  | 20     |
| 3.º  | Queensland Reds          | 5          | 3          | 0          | 2          | 125    | 95     | +30    | 2  | 14     |
| 4.º  | ACT Brumbies             | 5          | 1          | 1          | 3          | 78     | 99     | -21    | 2  | 8      |
| 5.º  | Melbourne Rebels         | 4          | 0          | 1          | 3          | 37     | 205    | -168   | 0  | 2      |
| 6.º  | Western Force            | 4          | 0          | 0          | 4          | 57     | 146    | -89    | 0  | 0      |

|  | Clasificado a postemporada. |

### Semifinal
| 14 de abril | New South Wales Waratahs | 36 - 0 | Queensland Reds |  |  |

### Final
| 23 de abril | Fijiana Drua | 32 - 26 | New South Wales Waratahs |  |  |

| Bandera de Fiyi      |
| Campeón Fijiana Drua |
| Primer título        |